# من أجل زيكو
من أجل زيكو فيلم كوميدي مصري صدر في 5 يناير 2022. من إخراج بيتر ميمي، وتأليف مصطفى حمدي، ومن بطولة كريم محمود عبد العزيز، ومنة شلبي، ومحمود حافظ، ومحمد محمود، ويوسف صلاح. احتل الفيلم المرتبة الأولى لمدة شهر في المملكة العربية السعودية، وباع 637,939 تذكرة، وحقق إيرادات تجاوزت 11.08 مليون دولار (41,554,820 مليون ريال سعودي). وحقق إيرادات 28,551,645 جنيه مصري في جمهورية مصر. كما حقق أكثر من 24 مليون جنيه مصري (1,535,466 دولار) في الإمارات العربية المتحدة.

## ملخص القصة
تدور أحداثه حول زيكو الطفل الوحيد لعائلة مجنونة ومضحكة، تتحول حياتهم رأسًا على عقب عندما يربح زيكو فرصة المشاركة في مسابقة "أذكى طفل في مصر"، وياخذنا المخرج في رحلة مليئة بالكوميديا والمغامرات علي مدار يومين.

## طاقم التمثيل

### الشخصيات الرئيسية
- كريم محمود عبد العزيز
- منة شلبي
- محمود حافظ
- محمد محمود
- ويوسف صلاح

### ضيوف الشرف
- عمرو عبد الجليل
- إسعاد يونس
- دياب
- محمد ثروت
- سليمان عيد
- ليلى عز العرب
- كارولين عزمي
- هبة عبد العزيز
- سمر مرسي
- ياسر الطوبجي
- أشرف بدوي
- أحمد السلكاوي
- وائل العوني
- شريف البردويلي
- زينة منصور
- محمد عبد السيد

## وصلات خارجية
- من أجل زيكو على موقع IMDb (الإنجليزية)
- من أجل زيكو على موقع الدهليز
- من أجل زيكو على موقع قاعدة بيانات الأفلام العربية
- من أجل زيكو على موقع قاعدة بيانات الفيلم (الإنجليزية)
- من أجل زيكو على موقع ليتربوكسد (الإنجليزية)
- من أجل زيكو على موقع كينوبويسك (الروسية)